# Stenus wollastoni
Stenus (Tesnus) wollastoni – gatunek chrząszcza z rodziny kusakowatych i podrodziny myśliczków (Steninae).

## Taksonomia
Gatunek ten został opisany w 1868 roku przez Maxa Gemmingera i Edgara von Harolda.

## Opis
Odległość od przedniej krawędzi labrum do wierzchołka pokryw wynosi od 1,6 do 1,8 mm, a długość szwu pokryw od 157 do 180 μm. Ciało bardziej błyszczące, a zagłębienia na pokrywach głębsze niż u S. ruivomontis. Od tego gatunku oraz od S. heeri różni się kształtem czwartego członu stóp, który stosunkowo szerszy i silniej obrzeżony.

## Występowanie
Gatunek endemiczny dla portugalskiej Madery. Znany wyłącznie z mszystej i trawiastej roślinności w pobliżu wodospadu w Queimadas na wysokości 900 m n.p.m. oraz ze stanowisk wrzośca drzewiastego i Vaccinum padifolium w Bica da Cana na wysokości 1550 m n.p.m.